# 泰特·里夫斯
喬納森·泰特·里夫斯（英語：Jonathon Tate Reeves，1974年6月5日—）是美國的一位政治家，所屬政黨是共和黨。自2020年開始，他擔任密西西比州第65任州長。

## 外部連結
- 官方网站 （英文）
- 泰特·里夫斯的X（前Twitter） （英文）
- C-SPAN內的頁面（英文）
- 泰特·里夫斯在互联网电影资料库（IMDb）上的資料（英文）